# Rincón de Ademuz
Rincón de Ademuz (Tiếng Valencian: Racó d'Ademuz) là một comarca trong tỉnh Valencia, Cộng đồng Valencian, Tây Ban Nha.

## Các đô thị bên trong
- Ademuz
- Casas Altas
- Casas Bajas
- Castielfabib
- Puebla de San Miguel
- Torrebaja
- Vallanca